# Katerina Wilczynski

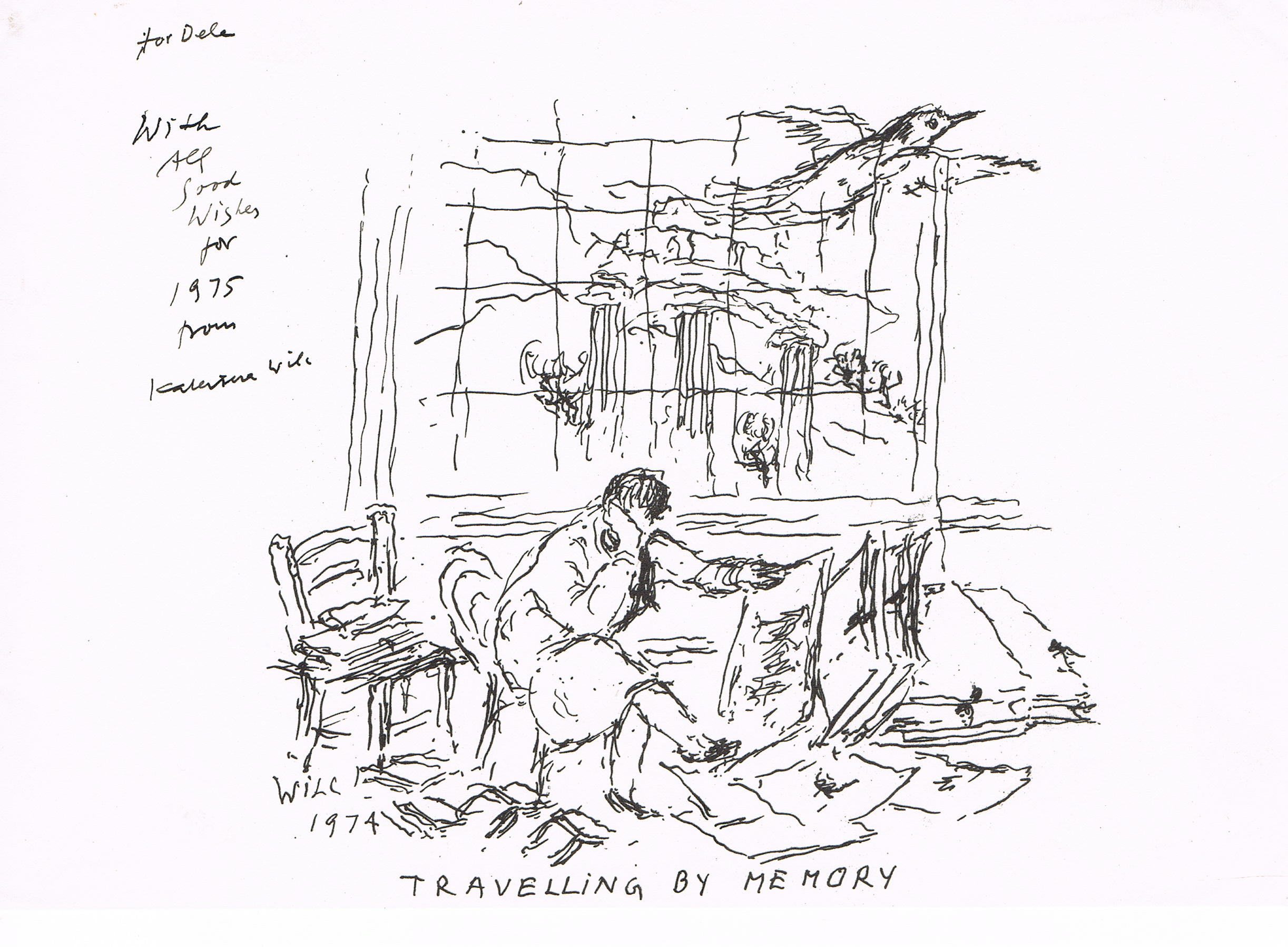
Tác phẩm của Katerina Wilczynski (1974)

Katerina Wilczynski (sinh ngày 7 tháng 7 năm 1894 tại Poznań - mất năm 1978) là một họa sĩ, nghệ nhân tranh in và họa sĩ minh họa người Ba Lan. Bà sinh tại Ba Lan nhưng phần lớn sự nghiệp phát triển ở Anh và Ý. Trong suốt sự nghiệp, bà vẽ nhiều tranh chân dung và tranh phong cảnh, nhưng nổi tiếng hơn với thể loại thứ hai.

## Tiểu sử
Katerina Wilczynski sinh ở Ba Lan nhưng lớn lên ở Berlin. Bà học mỹ thuật ở Leipzig trong hai năm 1916 và 1917. Sau đó, bà lần lượt học vẽ ở Berlin và Paris. Tại Paris, bà làm một số công việc tự do để trang trải cuộc sống. Năm 1930, Katerina Wilczynski được trao học bổng Prix de Rome và chuyển đến sống ở thành phố này. Ở đây, bà vẽ khá nhiều nhà thờ và tượng đài. Năm 1939, Katerina Wilczynski chuyển đến London. Trong Chiến tranh thế giới thứ hai, bà vẽ tranh về các tòa nhà và địa danh bị hư hại do ném bom. Katerina Wilczynski đã đóng góp nhiều tác phẩm loại này cho các triển lãm của các họa sĩ chiến trường tổ chức tại Phòng triển lãm Quốc gia. Ít nhất một trong số những bức tranh này đã được Ủy ban Cố vấn Họa sĩ Chiến tranh mua.
Sau chiến tranh, Katerina Wilczynski đi du lịch nhiều nơi, đặc biệt là Hy Lạp và Ý. Thành quả của những chuyến đi này là một triển lãm các bức tranh chân dung và tranh phong cảnh Hy Lạp được tổ chức tại Phòng triển lãm Ansdell vào năm 1970. Nhiều bức tranh cũng xuất hiện trong một số cuốn sách, bao gồm Daphnis and Chloe, Homage to Greece và The Love Songs of Sappho. Katerina Wilczynski là tác giả của nhiều tác phẩm nghệ thuật được trưng bày trong các bộ sưu tập dành cho công chúng ở các thành phố Dresden, Cologne, và tại Bảo tàng Victoria và Albert cũng như tại Phòng triển lãm Chân dung Quốc gia ở London.